# Eric Hoekstra
Eric Hoekstra (Heerenveen, 6 april 1960) is een Nederlandse taalkundige, vertaler, schrijver, dichter, literatuurcriticus en columnist, die in het Nederlands en in het Fries publiceert.

## Achtergrond
Hoekstra studeerde Engels en vervolgens algemene taalwetenschappen aan de Rijksuniversiteit Groningen, waarin hij in 1991 promoveerde. Voor het Meertens Instituut in Amsterdam onderzocht hij de verschillen tussen de dialecten van Groningen, Drenthe en Noord-Holland. Hoekstra is tegenwoordig dialectoloog bij de Fryske Akademy te Leeuwarden, waar hij taalsystemen bestudeert. Hoekstra is mede-oprichter en directeur van de Stichting Elektroanyske Letteren Fryslân, een organisatie die Friese vertalingen van werken uit de wereldliteratuur zo breed mogelijk toegankelijk wil maken.

## Werk
Hoekstra publiceerde over een groot aantal uiteenlopende onderwerpen als de Friese invloeden op Hollandse dialecten, over dialectologie, syntaxis, taalpolitiek en taalverandering. Hij publiceerde onder de pseudoniemen Dr. Gleon, Dr. Tsjoen en Justus in het Friesch Dagblad. Daarnaast verzorgt Hoekstra onder eigen naam voor dezelfde krant de column Taalgenoat en taalgeniet, waarin hij voor een breed publiek taalkundige onderwerpen behandelt. Zijn literaire kritieken werden gepubliceerd in de tijdschriften Hjir, Kistwurk, Trotwaer, Farsk en Erosmos. Van 1998 tot 2000 gaf Hoekstra in eigen beheer het tijdschrift M3 uit.
In 1997 schreef Eric Hoekstra als "commercieel humorist" het Nederlandstalige boekje Dat zijn nou typisch Friezen. Drie jaar later verscheen De floeibere bân: kronyk fan in dichterslibben, Hoekstra's eerste dichtbundel. Hierin gaf hij telkens op de linkerbladzijde op humoristische en soms cynische wijze commentaar op de totstandkoming van het vers dat op de rechterbladzijde stond afgedrukt. Deze werkwijze, die de toegankelijkheid van de gedichten vergrootte, was nieuw in de Friese literatuur.
In 2000 verscheen Dat sei Zarathustra: in boek foar alleman en foar gjinien, Hoekstra's vertaling van Also sprach Zarathustra van Friedrich Nietzsche, een werk dat voordien niet in het Fries was vertaald. Hoekstra verklaarde voor Nietzsche te hebben gekozen omdat deze hem als denker inspireerde. In een interview zei hij in 2001 daarover: "Ik vind dat hij interessant denkt. Het denken is echt een avontuur bij Nietzsche. Daarbij laat hij zich door niets beperkingen opleggen. Dat vind ik mooi." In 2002 kreeg Hoekstra voor deze vertaling de Obe Postmapriis, de provinciale literaire prijs voor vertalingen in of uit het Fries. Onder de titel Oarekant goed en kwea verscheen in 2003 Hoekstra's vertaling van Nietzsche's Jenseits von Gut und Böse.
Samen met Eeltsje Hettinga publiceerde Hoekstra in 2002 onder het pseudoniem Hu Thung Song de dichtbundel Yn 'e fal fan jûn. Hoekstra's eerste roman, Kening fan de junks, kwam in 2007 uit. Het boek kan worden beschouwd als een Friese schelmenroman. In datzelfde jaar verscheen ook zijn tweede roman, Libje goed: op nei de tonne.

## Belangrijkste publicaties

#### Poëzie
- 2000: De floeibere bân: kronyk fan in dichterslibben
- 2002: Yn 'e fal fan jûn (samen met Eeltsje Hettinga onder het pseudoniem Hu Thung Song]

#### Romans
- 2007: Kening fan de junks
- 2007: Libje goed: op nei de tonne
- 2018: Roman fan in hielmaster/ Roman van een geneesheer. Uitgeverij Elikser[1]

#### Vertalingen
- 2000: Dat sei Zarathustra: in boek foar alleman en gjinien (vertaling van Also sprach Zarathustra, Friedrich Nietzsche)
- 2003: Oarekant goed en kwea: foarspul fan in filosofy fan 'e takomst (vertaling van Jenseits von Gut und Böse, Friedrich Nietzsche)

## Prijs
- 2002: Obe Postmapriis voor Dat sei Zarathustra: in boek foar alleman en gjinien